# ジョグジャカルタ王宮 (クラトン)
ジョグジャカルタ王宮（ジョグジャカルタおうきゅう、尼: Keraton Yogyakarta、英: Yogyakarta〈Jogjakarta〉 Palace、正式名称; 尼: Keraton Ngayogyakarta Hadiningrat〈クラトン・ンガヨクヨカルト・ハディニングラート〉、ジャワ語: ꦏꦿꦠꦺꦴꦤ꧀ꦔꦪꦺꦴꦒꦾꦏꦂꦠꦲꦢꦶꦤꦶꦔꦿꦠ꧀）は、インドネシア共和国ジョグジャカルタ特別州（特別区）の首都ジョグジャカルタ市にある王宮（クラトン、Keraton/ Kraton〈カラトン、karaton〉）である。現在もジョグジャカルタ特別州の知事を兼務するスルタン（イスラム王侯）ならびにスルタン家の居住地として、衛兵（ジョグジャカルタ王宮親衛隊〈尼: Prajurit Keraton Ngayogyakarta Hadiningrat〉）に守られている。このジョグジャカルタ王宮複合体はジャワ文化の中心地として、歴史的王宮建築とともに王室に関するさまざまな工芸品などが展示される博物館でもある。

## 歴史
ジョグジャカルタ王宮は、マタラム王国（1570年代〈1578年頃〉-1755年）がスラカルタとジョグジャカルタに分裂した時代、西暦1755–1756年（サカ暦〈ジャワ暦〉1682年）に、ジョグジャカルタのスルタン家（ジョグジャカルタ侯国）の初代スルタン、ハメンクブウォノ1世（スルタン・ハムンク・ブウォノ1世、在位1755–1792年）により構築された。

### 創建
1745年、オランダ（ネーデルラント連邦共和国）の勢力拡大に伴う動乱のなか、マタラム王国末期の王パクブォノ2世（パク・ブウォノ2世、在位1726-1749年）は、カルタスラより12キロメートル東のソロ（スラカルタ）に都を移し、翌1746年2月にスラカルタ王宮を構築したが、同年5月、オランダとの関係により王と対立した弟のパンゲラン・マンクブミ（Pangeran Mangkubumi、後のハメンクブウォノ1世）が、スラカルタからジョグジャカルタに移り、反乱を起こした。1748年、スラカルタに進攻したマンクブミは、王およびオランダに対して優位となった。さらに1749年12月のパクブォノ2世の死去に関して始まった第3次ジャワ継承戦争の終結において、オランダ東インド会社（蘭: Verenigde Oost-Indische Compagnie、略称: VOC）がマンクブミとの間で、1755年2月13日、ジョグジャカルタのスルタンの制定を承認するギアンティ条約が締結された。
マタラム第3代王スルタン・アグン（在位1613-1645年）以来のスルタンの称号を得たスルタン・ハメンクブウォノとして、条約締結の1か月後（3月13日）に新しい都の創立を宣言した。新しい王都はヨクヤカルタ（『ラーマーヤナ』の王子ラーマの都アヨーディヤーによる）と名付けられ、オランダのジャワ支配が強まるなか、「平和の都」の意を持つ「ンガヨクヨカルト・ハディニングラート」と命名された。ハメンクブウォノは、マタラムの地であったこの新王都の創建おいて、軍事的な要塞、宗教的な聖地、伝統文化の拠点という3つの要素を担うことを念頭に置いたものと考えられる。そして、1755年10月9日にジョグジャカルタ王宮の建設が命じられた。

### 王宮

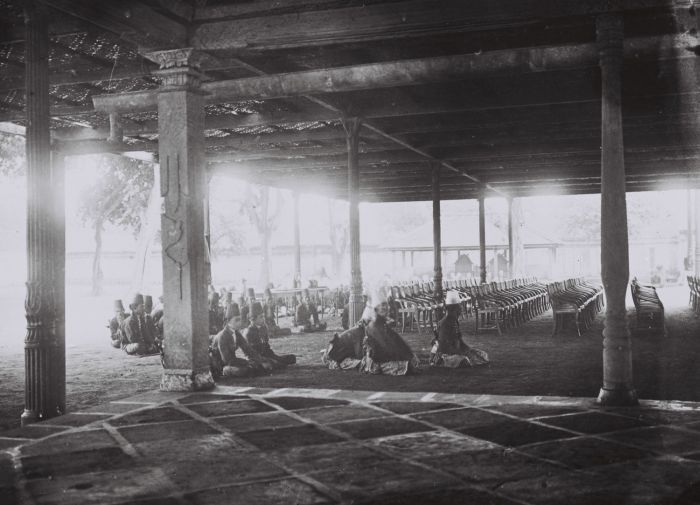
王宮の「シティンギル」でスルタン・ハメンクブウォノ8世らの登場を待つ廷臣（1922年5月28日）

王宮の建築主導者は、ジョグジャカルタのスルタン家を創設したハメンクブウォノ1世自身であった。王宮の場所は、ムラピ山より流れる西側のウィノンゴ川と東側のチョデ川という2本の川の間にあり、川水により防御されるブリンギン（尼: Beringin、神が宿るとされる聖木）の森が選ばれた。王宮は外囲5キロメートル、高さ4メートルの煉瓦による城壁で囲まれ、周囲の水堀から跳ね橋を持つ5つの門より内部に通じる防御構造を備えていた。
現在、クラトン地区と呼ばれるジョグジャカルタ旧市街の基本設計による王宮の配置は1755-1756年のうちに完成した。クラトンの周壁との間には王族およびスルタンに仕えるアブディダルム (abdi-Dalem) と呼ばれる幾多の侍従の住居が建てられ、伝統文化の担い手としてスラカルタからの侍従を多く住まわせ、周壁の回りには市民の居住地が広がっていった。また、後のジョグジャカルタのスルタンにより、そのほかの構造物が増築された。現在の王宮の大部分はハメンクブウォノ8世（スルタン・ハムンク・ブウォノ8世、在位1921-1939年）により構築されたものである。それに1876年以来幾度かの地震の後に修築がなされている。

### 抗争
18世紀末、ジャワ島以外の多くを支配していたイギリス（イギリス東インド会社）がジャワに進攻し、その後、1812年6月20日、副総督スタンフォード・ラッフルズ（在任1811-1816年）のもと、1200人の強力なイギリス部隊が、王都ジョグジャカルタを攻撃した。ジャワはイギリスより数で勝っていたが、ジャワは攻撃に対する準備ができていなかった。ジョグジャカルタは一日で陥落し、王宮は奪われて炎上した。この進攻により、総額1万5000ポンドの金、宝石、貨幣（現在の評価額で50万ポンド）が略奪されたといわれる。ジャワの王宮に対する初めての攻撃により、イギリスの統治時代、スルタンは植民地支配に従属することとなった。
1816年にインドネシアはオランダに返還されたが、1825年、オランダに対してハメンクブウォノ3世の長男であったディポヌゴロの反乱によるジャワ戦争（1825-1830年）が勃発し、ジョグジャカルタ王宮の兵も多く加わった。しかし、オランダの反撃により劣勢となり、ディポヌゴロの逮捕により終結した。この戦争によるジャワの死者は20万人、ジョグジャカルタの人口は半数になったといわれる。
インドネシア独立戦争においては、1946年1月にオランダが首都ジャカルタを制圧したことにより、ジョグジャカルタに首都が移され、王都ジョグジャカルタは再び抵抗の拠点となった。スルタン・ハメンクブウォノ9世（在位1939-1988）はインドネシア新生政府に全面的に協力したが、1948年12月19日、ジョグジャカルタはオランダ軍により一挙に占領された。こうしてオランダに制圧されていた時代、ハメンクブウォノ9世はインドネシアのゲリラ・諜報活動を支援し、王宮を秘密基地として使用させた。ある逸話によると、王宮内にオランダ部隊が侵攻しようとした際、スルタン・ハメンクブウォノ9世は侍従（アブディダレム）に扉を閉じるように命じ、その扉の前に1人立ちはだかり阻止したと伝えられる。

## 構成
ジョグジャカルタ王宮複合体は、北方の聖なる山であるムラピ山から南方の女王ニャイ・ロロ・キドゥル（ラトゥ・キドゥル、Kidul はジャワ語で「南」の意）が居るというインド洋に向かって延びる南北の軸線上にあり、北側の2つの門（ゴープラ、尼: Gapura）より、南のプレンクン・ガディンに向かって続いている。ジョグジャカルタ王宮はこの南北主軸沿いに、北正面、王宮中央、南方面からなる大きな3つの区域より構成される。現在、北端の門から南に至る王宮区域には7か所の主要な複合体があり、大小およそ50の構造物が知られる。
1. 北門 (Gapura Gladhag-Pangurakan)
2. 北アルン・アルン (Alun-alun Ler) 広場および西側に隣接するカウマンの大モスク (Masjid Gedhe Kauman)
3. パグララン (Pagelaran) 宮
4. 北シティンギル (Siti Hinggil Ler) 複合体
5. 北カマンドゥンガン (Kamandhungan Ler) 複合体
6. スリマンガンティ (Sri Manganti) 複合体
7. クダトン (Kedhaton) 複合体
8. クマガンガン (Kamagangan / Kemagangan) 複合体
9. 南カマンドゥンガン (Kamandhungan Kidul) 複合体
10. 南シティンギル (Siti Hinggil Kidul〈Sasana Hinggil〉) 複合体
11. 南アルン・アルン (Alun-alun Kidul) およびプレンクン・ガディン (Plengkung Gadhing〈Plengkung Nirbaya〉)

### 北正面区域
北端よりジョグジャカルタ王宮に入場する北門は、Gapura Gladhag とその南数メートルにある Gapura Pangurakan からなる2重の門であり、この南側に「アルン・アルン」の北広場がある。

#### 北アルン・アルン

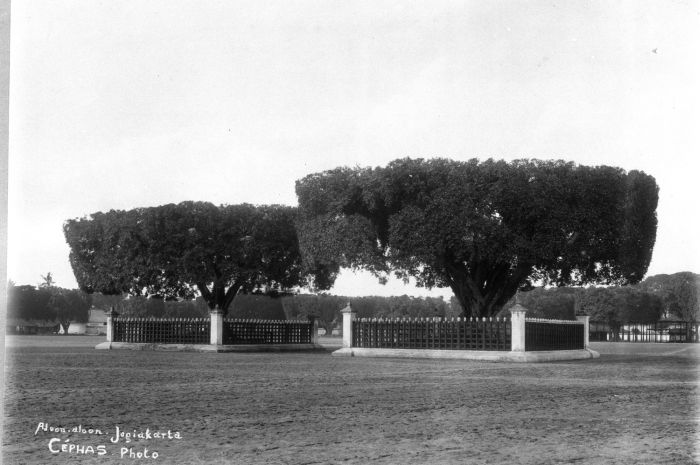
「アルン・アルン」中央にある2本のブリンギンの木（1890年頃）

北アルン・アルン（Alun-alun Ler、ロル〈lor / ler〉はジャワ語で「北」の意）は、ジョグジャカルタ王宮の北側にある方形の広場である。アルン〈alun〉は、ジャワ語で「波」の意であり、スルタンに謁見を求める群集を波に例えたものといわれる。アルン・アルン広場はかつて周壁により囲まれていた。広場の端にはブリンギン（学名: Ficus benjamina、クワ科の常緑高木）が一列に植えられ、その中央に柵が施された王室の神聖さを象徴する2本のブリンギンの木がある。この2本の聖木はキヤイ・デワダル (Kyai Dewadaru) とキヤイ・ジャナダル (Kyai Janadaru) と名付けられている。かつて2つの柵で囲まれた木の間を通ることができたのはスルタンのほか、スルタンに次ぐ王子（マンクブミ〈Pepatih Dalem〉）だけであった。
アルン・アルンは、かつてより王宮の複合体の一部として式典や宗教的催事の会場に使用されていたが、今日、北アルン・アルン広場は、演奏会や集会ならびにイスラムの休日の催しや地元のサッカーなどさまざまな日常的行事の場所にもなっている。

#### カウマンの大モスク

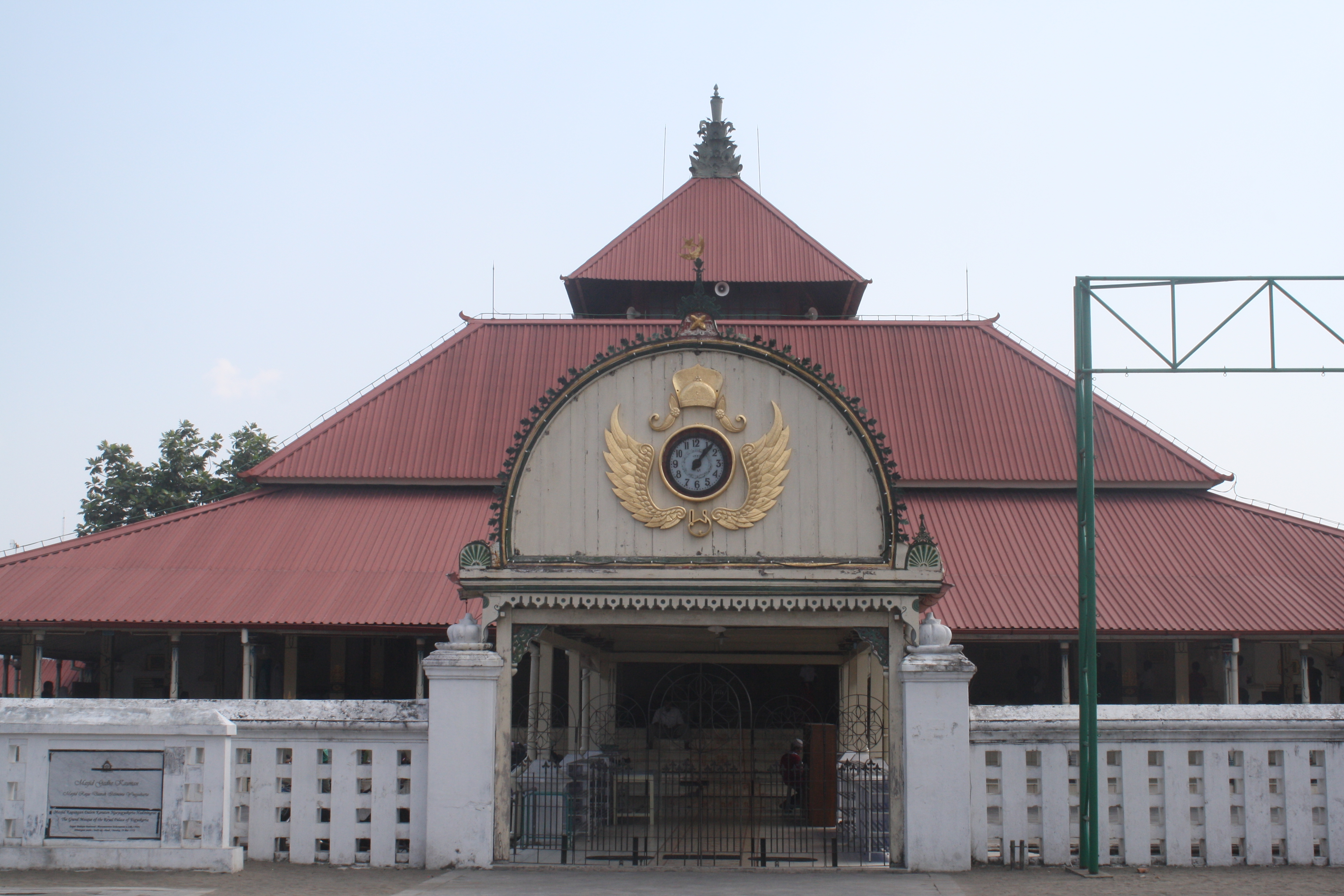
カウマンの大モスク
（ムスジッド・グデ・カウマン）

北アルン・アルン広場の西側にあるカウマンの大モスク（ムスジッド・グデ・カウマン〈masjid は「モスク」、gedhe はジャワ語で「大きい」の意〉）は、スルタンの大モスク (Masjid Raya Kesultanan) またはジョグジャカルタの大モスク (Masjid Besar Yogyakarta) とも称される。周壁に囲まれたこのモスクは、東側が正面となる。本堂の建築はタジュグと呼ばれる正方形の3層の屋根に覆われた形をなしている。大モスク全体の敷地面積は1万6000平方メートルで、本堂の前に木が植栽された中庭がある。その中庭の北と南（本堂の北東と南東）には、パゴンガン (Pagongan) と称される建物があり、それぞれ北パゴンガン (Pagongan Ler〈lor〉)、南パゴンガン (Pagongan Kidul）と呼ばれる。
「スカテン」と「ガレベッグ」大祭

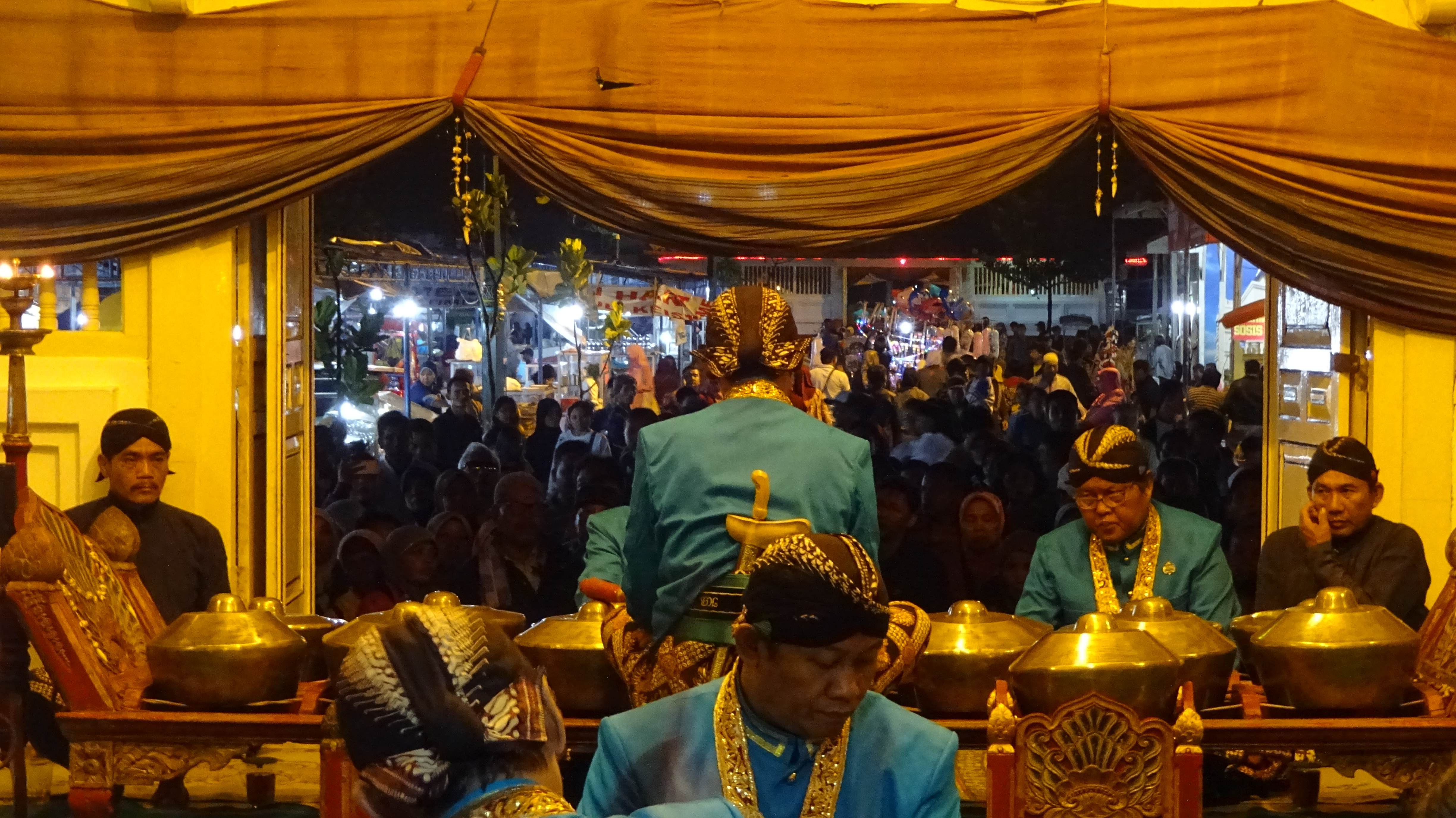
スカテンのガムラン

スカテン（セカテン）は、王室主催のムハンマドの生誕祭であり、ジョグジャカルタ最大の式典として一週間余り行なわれる。スカテンはジョグジャカルタの大祭である宗教行事のガレベッグ（ガルブッグ、グルブッグ）の儀礼として執り行なわれ、モスクにある2棟のパゴンガンの建物に、王宮の宝物庫よりガムラン楽器が運ばれ、連日演奏が捧げられる。北アルン・アルンには露店や遊園地が立ち並び、5日目の夜にはモスクにスルタンが登場し、群集に硬貨や米をまく式典「ウディウディ」（“Udhik-Udhik”）が行なわれる。スカテンの翌大祭のガレベッグにおいては、彩りよく食物が盛られたグヌンガンと称される高さ約2メートルの神輿が、王宮親衛隊に先導されてモスクに奉納され、群集に向けての施物となる。

### 王室中央区域

#### パグララン
アルン・アルンに面した位置にある王宮北側の主要構造物であるパグラランの宮（バンサル・パグララン〈バングサル・パゲララン〉、Bangsal Pagelaran) は、かつて Tratag Rambat と称され、公的儀式においてスルタンに謁見する場であり、王室に謁見を求める者が控える場所であった。現在、多くの柱により支えられた広大な屋根を持つパグララン宮は、王宮の伝統儀式のほか、観光ならびに宗教行事など多くの催事に使用されている。

#### 北シティンギル
パグララン宮の南には、シティンギル（シティヒンギル）複合体がある。シティンギル (Sitihinggil) は、「高台」の意（ジャワ語で siti は「土地」、inggil は「高い」）であり、シティンギルはパグララン側より3メートル余り高く構築されている。石段を上ると、北シティンギルの中央に、大きな庇（ひさし）に囲まれた四角錐の屋根を持つ構造物 (Bangsal Manguntur Tangkil) があり、その中央にスルタンの玉座がムラピ山を望むように配置されている。ここはスルタンの即位やピソワナン・アグンなど王室の特別な式典においてスルタンが座する場所である。その南には祝祭殿 (Bangsal Witono〈witana〉) があり、ここには王室の公的行事において、王室の象徴や家宝が配置される。

#### 北カマンドゥンガン
シティンギルの南には、東西に延びる通路があり、通路の南壁にシティンギルとカマンドゥンガンを結ぶ大きな門 (Regol Brojonolo、英: Brojonolo gate) がある。南側の東・西に守衛所を備えたこの門は、王室の公的行事においてのみ開かれ、普段は閉じられている。
カマンドゥンガンならびに王宮のスリマンガンティ複合体に入場するには、東側と西側にある中庭への門 (Gapura Keben) を経由する。中庭には Keben（ゴバンノアシ〈学名: Barringtonia asiatica〉サガリバナ科の常緑高木）が植えられていることから、北カマンドゥンガンは Keben とも称される。その中央にあるパンチャニティ宮（Bangsal Ponconiti〈Pancaniti〉、英: Ponconiti pavilion）が北カマンドゥンガンの本館である。この建物はおよそ1812年まで、スルタンが裁定を下す法廷として使用されたともいわれるが、現在はスカテンならびにガレベッグなど伝統行事の際に使われる。また、この建物の南に大きな天蓋の構造物 (Bale Antiwahana) がある。

#### スリマンガンティ

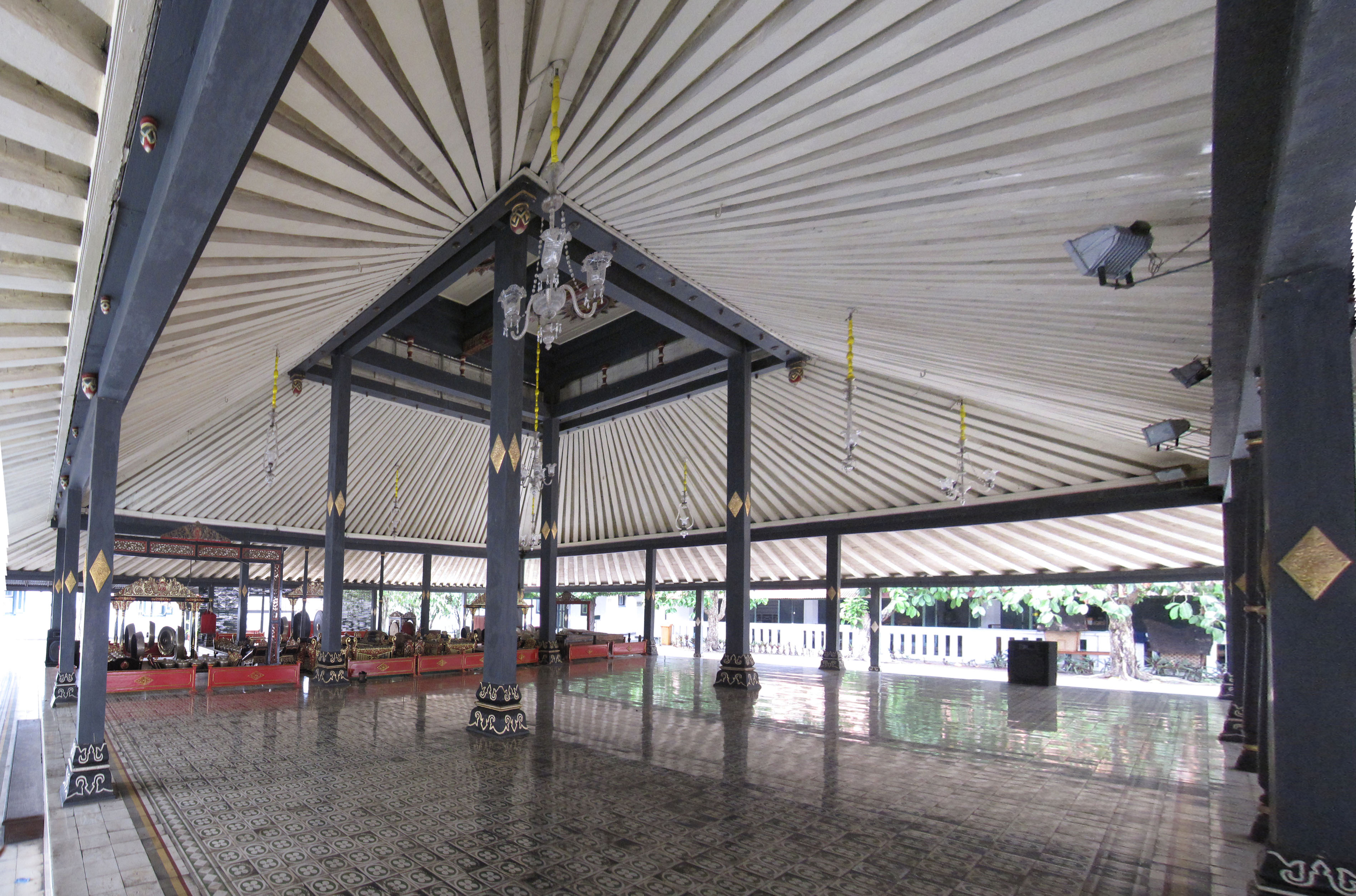
舞踏やガムランの演奏を行なうスリマンガンティ宮

スリマンガンティは、カマンドゥンガンの南に位置する複合体であり、スリマンガンティ門（レゴル・スリマンガンティ、Regol Sri Manganti、英: Srimanganti gate）により通じている。仕切り壁には大きな鬼面（カーラ）の装飾がある。この複合体の西側にスリマンガンティ宮（バンサル・スリマガンティ、Bangsal Sri Manganti、英: Srimanganti Hall）がある。かつてこの宮は王室の賓客を迎えるために使われていたが、1933年の地震により倒壊している。現在、ここには家宝のガムラン楽器などが配置され、伝統芸能である宮廷の舞踏やガムランの演奏、詩吟の朗読などが催される。東側にある1760年代に建てられたトラジュマス宮 (Bangsal Traju Mas) も、2006年5月27日のジャワ島中部地震により倒壊したが、その後復元がなされ、2010年に完成した。

#### クダトン

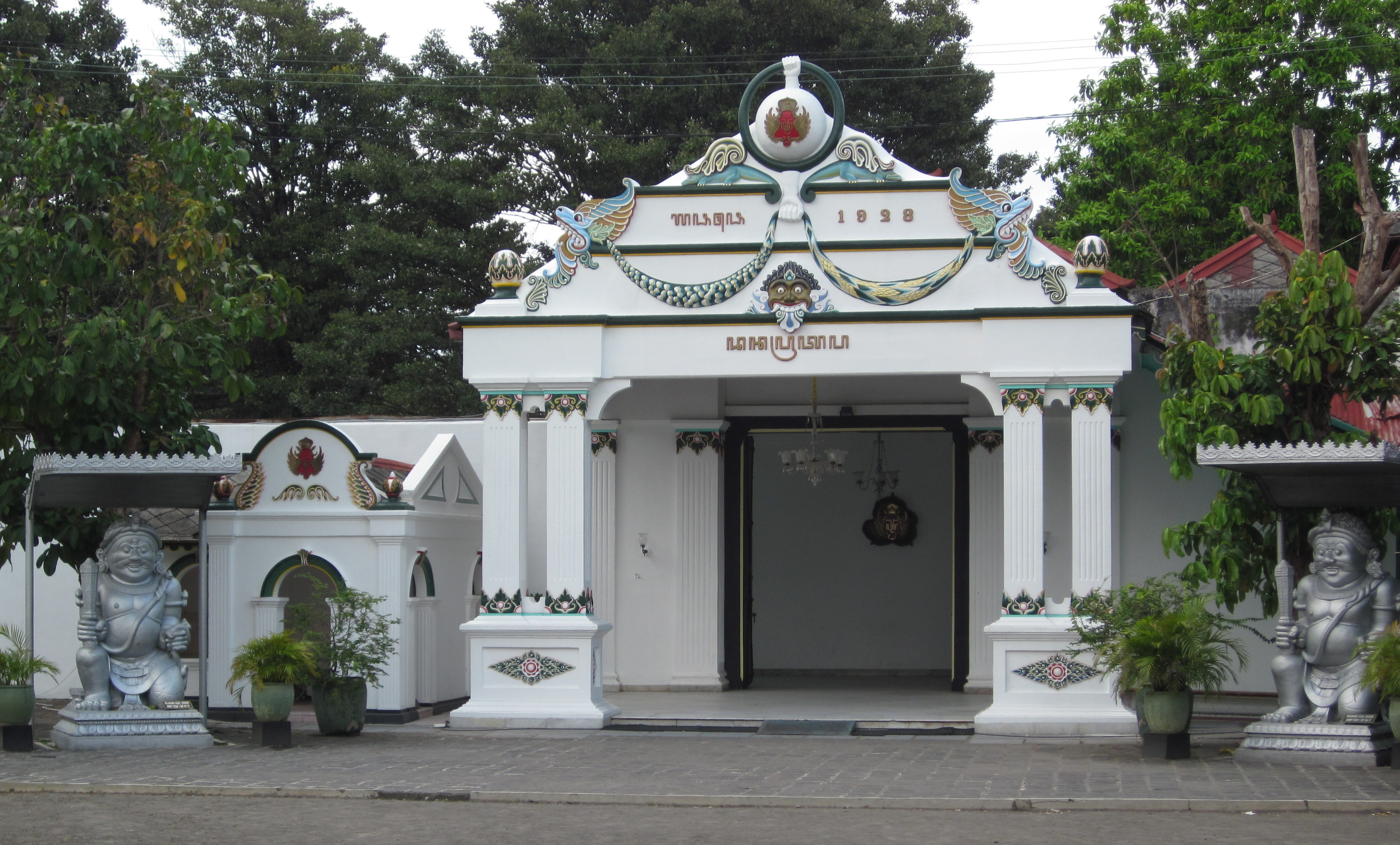
ドノプラトポ門と守門神ドヴァーラパーラ像（左・右）

スリマンガンティの南には、クダトン複合体につながるドノプラトポ門（レゴル・ドノプラトポ、Regol Donopratopo）が建ち、門前の両側に一対となる大きなドヴァーラパーラ像がある。

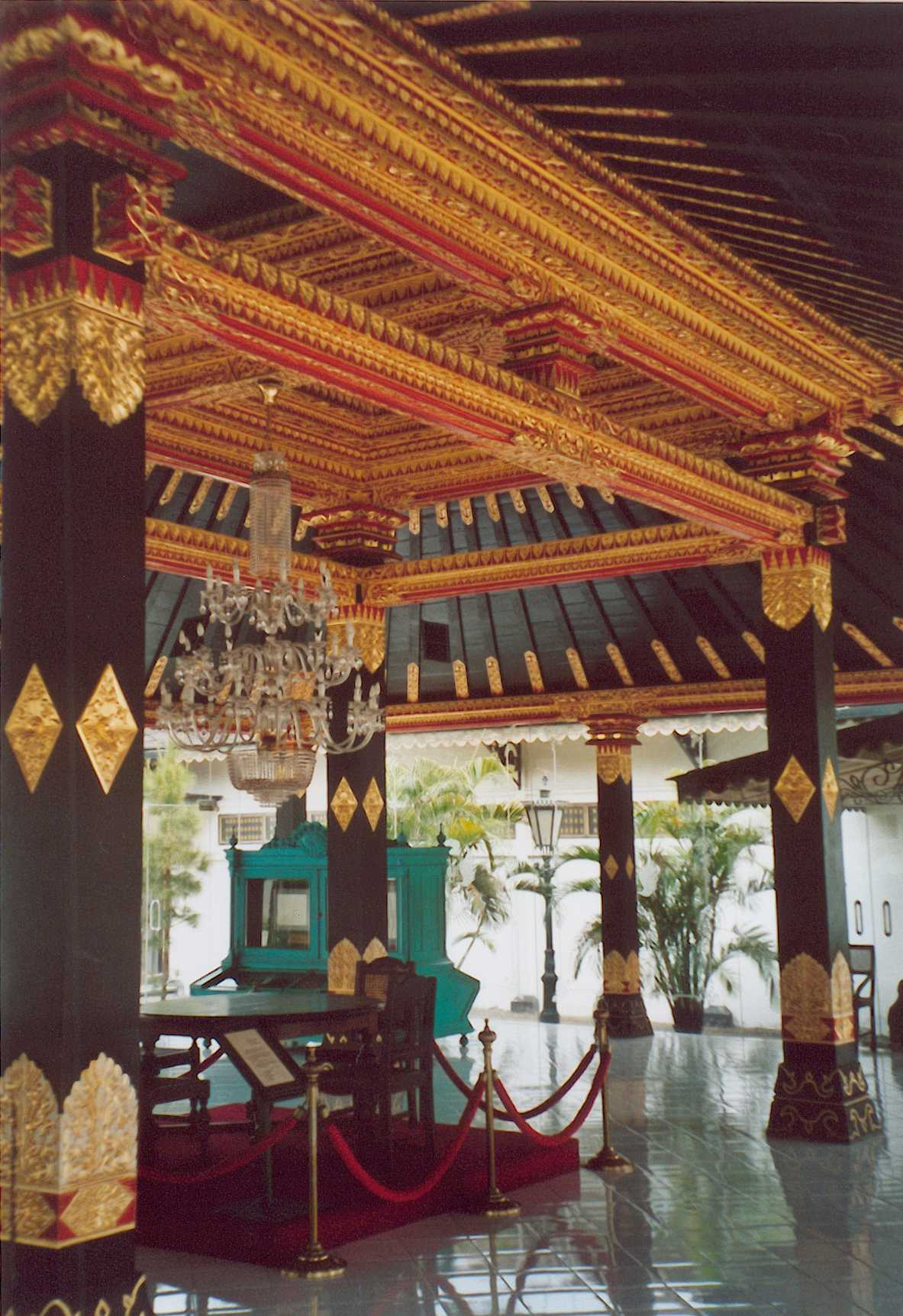
ハメンクブウォノ9世博物館（ゲドン・グラス）

クダトンは王宮複合体の中核であり、「王宮の中の王宮」といわれる。中庭には砂が敷かれ、多くのサワノキ（尼: Sawo kecik〈学名: Manilkara kauki〉アカテツ科）が植栽されている。このクダトン複合体は東西に大きく広がっており、およそ3つの領域に分けられる。東側はカサトリヤン (Kasatriyan) と呼ばれ、スルタンの息子らが暮らしていた。西側には王妃や王女らの女性が暮らす大奥であるケプトレン (Keputren) があり、その西奥がクラトン・キレン (Keraton Kilen〈kilen はジャワ語で「西」の意〉) と称されるスルタンの暮らす場所である。これらクダトン複合体の西側には立ち入ることはできない。

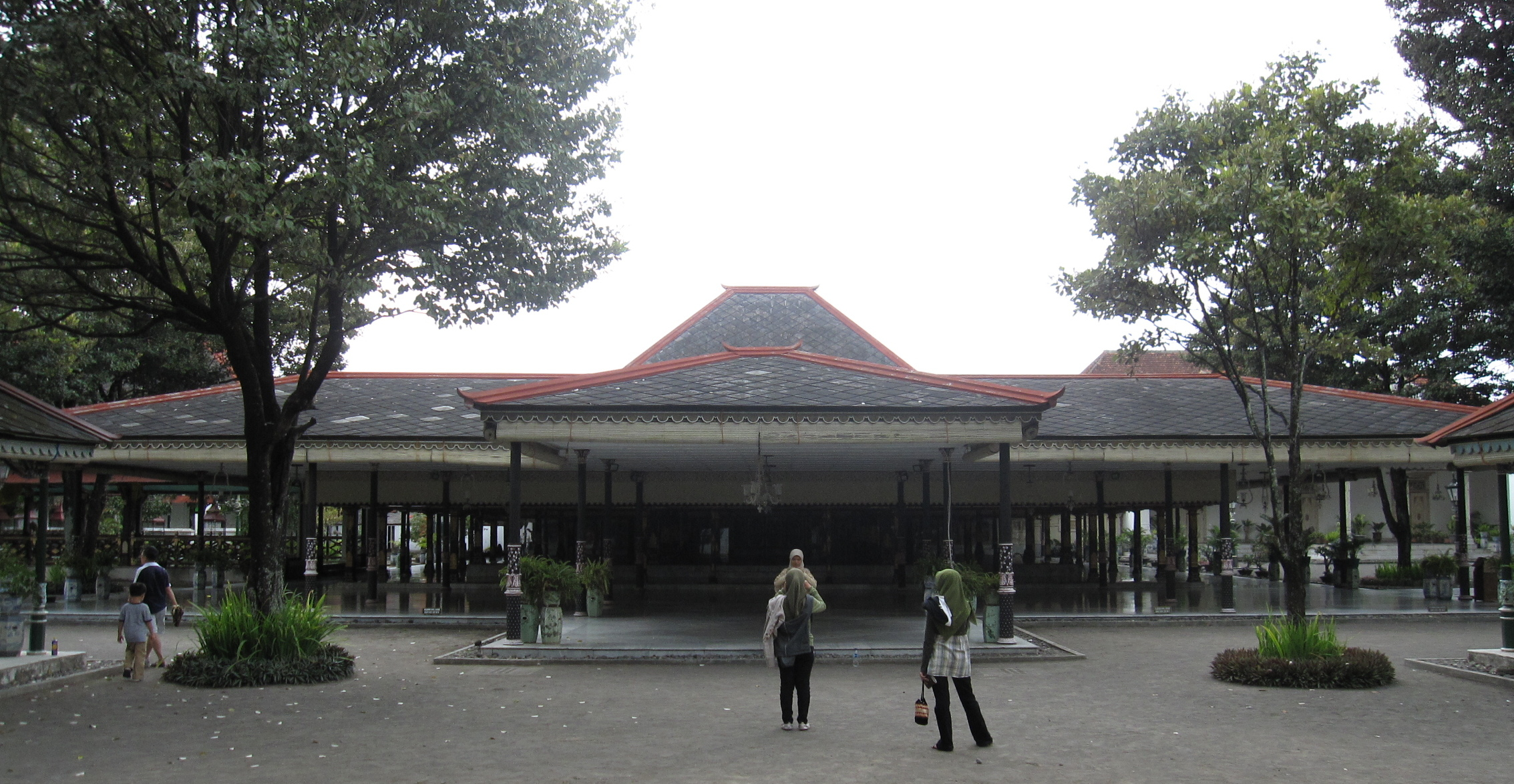
クンチャナ宮

東側にカサトリヤンのプンドポ (Pendapa Kesatriyan) などがあり、新たにハメンクブウォノ9世博物館（ゲドン・グラス、Gedhong Glass〈英: Museum Hamenku Buwono IX〉）も建立されている。クダトンの中央部には、国の式典のほか王室のさまざまな式典が開催されたクンチャナ宮（バンサル・クンチャナ、Bangsal Kencana〈kencana はジャワ語で「黄金」の意〉英: Golden Pavilion）がある。その西側に大きなプラバエクサの建物（ゲドン・プラバエクサ、Gedhong Prabayeksa〈Proboyakso〉）がある。この王宮の中心にある建物には、王室の家宝、スルタンの玉座、王位の象徴（レガリア）などが納められている。

#### クマガンガン
クマガンガン（マガガン）は、クダトン複合体の南に位置し、クマガンガン門（レゴル・クマガンガン、Regol Kamagangan）により通じている。門の両側面には、王宮の創建された年（サカ暦1682年〈西暦1756年〉）を示した2体の蛇の装飾がある。
かつてクマガンガンは、将来スルタンに仕える従者アブディダレムの見習いの練習や試験などのために使われた。広い中庭の中央にあるクマガンガン宮（バンサル・クマガンガン、Bangsal Kemagangan〈Magangan〉）は、アブディダレムである衛兵の待機する場所であった。
クマガンガンの中庭の南方には、かつて中央にタマン・サリの西と東にある2つの人工湖を結ぶ水路を渡る吊り橋があった。その西側にはスルタンが水路を船で横断して離宮タマン・サリを訪れるために使用した小さな桟橋がある。

#### 南カマンドゥンガン
クマガンガンより南に向かう通路の南端に、南カマンドゥンガンにつながる門 (Regol Gadhung Mlati) がある。この門の仕切り壁は、クマガンガン門の仕切り壁と同様の装飾がなされている。南カマンドゥンガンには、カマンドゥンガン宮（バンサル・カマンドゥンガン、Bangsal Kamandhungan）があり、南カマンドゥンガンの南側には、壁に囲まれた複合体の最南端の門であるカマンドゥンガン門（レゴル・カマンドゥンガン、Regol Kamandhungan）がある。

#### 南シティンギル
南シティンギルは、南の広場の北側に位置し、北シティンギルと同様、周囲より一段高く（約1.5m）構築されている。かつて南シティンギルでは、祭典の際にクラトンの衛兵が、虎（形）と戦う姿をスルタンに見せたといわれる。そのシティヒンギルの中央には簡素なプンドポがあったが、その後、1956年に修築され、ジョグジャカルタ200周年の記念物 (Gedhong Sasana Hinggil Dwi Abad) が建てられた。

### 南方面区域

#### 南アルン・アルン
ジョグジャカルタ王宮の南部にも南アルン・アルンという方形の広場がある。南アルン・アルンは Pengkeran（ジャワ語の pengker〈「後ろ」の意〉による）と呼ばれることもある。広場の周りにはマンゴー（学名: Mangifera indica、ウルシ科）などの木が植えられており、中央には柵に囲まれたリンギン・クルン (Ringin Kurung) と呼ばれる一対の聖なるブリンギンの木がある。西側の木はジャヤダル (Jayadaru〈「勝利」の意を持つ〉)、東側の木はデワンダル (Dewandaru〈「高貴」の意を持つ〉) とそれぞれ名付けられている。

#### プレンクン・ガディン
王宮南北軸の南端にプレンクン・ガディンがある。南アルン・アルン広場の南約300メートルの位置にあり、ジョグジャカルタ王宮地区の南口となる。伝統的にその門は王家の墓地であるイモギリ陵墓に埋葬されるスルタンを送る出口でもあった。